# Departament Bezpieczeństwa Państwa

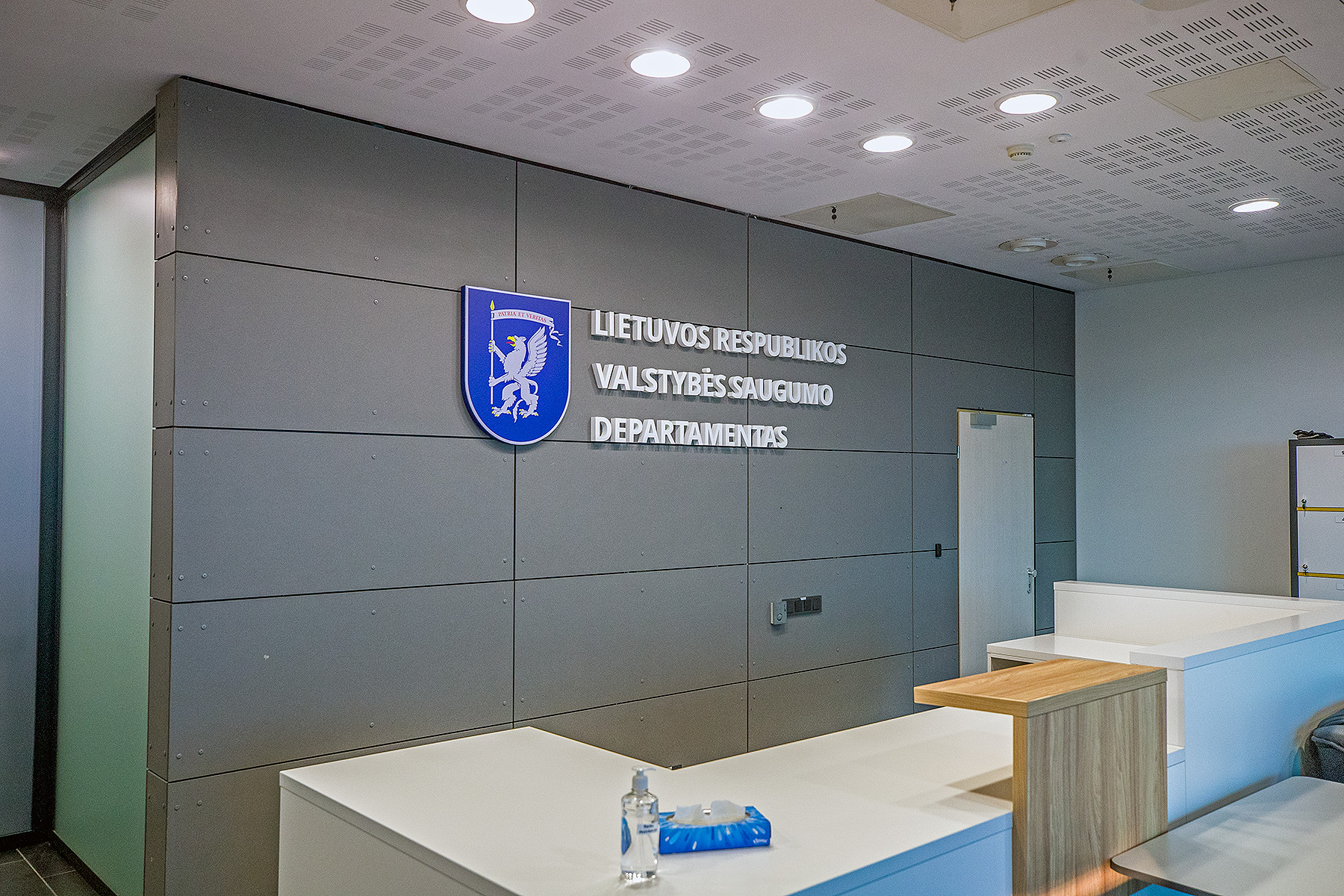
Departament Bezpieczeństwa Państwowego

Departament Bezpieczeństwa Państwowego Republiki Litewskiej (lit. Lietuvos Respublikos Valstybės Saugumo Departamentas, w skrócie LR VSD albo po prostu VSD) – litewskie służby specjalne, odpowiedzialne przed Sejmem i Prezydentem, powołane 27 października 1918 w celu ochrony suwerenności państwa i jego systemu konstytucyjnego, a po okresie sowieckim reaktywowane 26 marca 1990; prowadzi wywiad i kontrwywiad w strefie cywilnej.
Do zadań tych służb specjalnych należy: wykrywanie działań stanowiących zagrożenie dla bezpieczeństwa państwa, nienaruszalności i niepodzielności jego terytorium, interesów państwa oraz jego siły ekonomicznej i obronnej.
W raporcie z 30 marca 2015 VSD stwierdziło, że nawet co trzeci pracujący na Litwie rosyjski dyplomata jest powiązany z wywiadem; że działalność szpiegowska Rosji na Litwie w 2014 nasiliła się znacząco, zwłaszcza za sprawą zdecydowanego stanowiska Wilna wobec działań Moskwy na Ukrainie, że w 2014 z Litwy wydalono trzech rosyjskich szpiegów, m.in. konsula generalnego Rosji w Kłajpedzie Władimira Małygina, a także, że zagraniczne służby specjalne szczególnie interesują się projektami energetycznymi Litwy, a także staraniami podejmowanymi przez rząd w Wilnie w celu budowy niezależnego rynku gazowego państw bałtyckich.

## Kierownictwo
Vidaus reikalų ministerijos Kriminalinis skyrius „B”
- Antanas Račys (1923–1924)

Vidaus reikalų ministerijos Politinės policijos skyrius
- Antanas Račys (1924–1926)
- Ignas Paškevičius (1926)
- Bronius Vėžys (1926)
- Antanas Račys (1926–1927)

Vidaus reikalų ministerijos Kriminalinė policija
- Jonas Polovinskas-Budrys (1927–1928)
- Aleksandras Survila (1928–1929)
- Steponas Rusteika (1930–1931)
- Jonas Statkus (1931–1933)

Vidaus reikalų ministerijos Kriminalinės policijos skyrius „A” (ab 1928 – I skyrius)
- Aleksandras Survila (1927)
- Jonas Statkus (1928–1931)
- Augustinas Povilaitis (1931–1933)

Vidaus reikalų ministerijos Valstybės saugumo departamentas
- Jonas Statkus (1933–1934)
- Augustinas Povilaitis (1934–1940 13)

Valstybės saugumo departamento Valstybės saugumo policija
- Augustinas Povilaitis (1933–1934)
- Felicijonas Bortkevičius (1935–1940)

Valstybės saugumo departamentas prie Lietuvos Respublikos Vyriausybės (1990–1991)
- Mečys Laurinkus (1990–1991)
- Viktoras Zedelis (1991)
- Zigmas Vaišvila (1991–1992)

Nacionalinė saugumo tarnyba (1991–1992)
- Balys Gajauskas (1992–1992)

Saugumo tarnyba (1992–1994)
- Petras Plumpa (1992–1993)
- Jurgis Jurgelis (1993–1994)

Valstybės saugumo departamentas (od 1994)
- Jurgis Jurgelis (1994–1998)
- Mečys Laurinkus (1998–2004)
- Arvydas Pocius (2004–2007)
- Povilas Malakauskas (2007–2009)
- Gediminas Grina (2010–2015)
- Darius Jauniškis od 2015[1]